# Hwang Sun-Won
Hwang Sun-Won (26 de marzo de 1915 - 14 se septiembre de 2000) fue un novelista y poeta coreano.

## Biografía
Hwang Sun-Won nació en Corea bajo el régimen colonial japonés en Taedong, Pyongan del Sur, actualmente Corea del Norte. Debutó en la literatura cuando era estudiante de secundaria con sus poemas Mi sueño (Naui kkum) y No temas, hijo (Adeura museowo malla) en Donggwang (Luz de Oriente). Se graduó en la Universidad de Waseda en Japón de Inglés.
Durante su estancia en Waseda, fundó el grupo de teatro "Agrupación de Arte de Estudiantes de Tokio" (Donggyeong haksaeng yesuljwa), junto con sus compañeros de estudios Lee Haerang y Kim Dongwon. En noviembre de 1934 publicó su primer poemario Canciones a viva voz (Bangga). Después de la división de Corea, vivió en el Sur y fue profesor de la Universidad Kyunghee.

## Obra
Publicó su primera historia en 1937 y continuó escribiendo hasta los años ochenta. Durante su larga carrera literaria, pudo observar de primera mano el sufrimiento de los coreanos bajo diferentes formas de opresión: el colonialismo, el conflicto ideológico, la guerra de Corea, la industrialización y la dictadura militar. Lo que él buscaba capturar era la capacidad de adaptación del espíritu coreano a los tiempo adversos, más que la adversidad en sí, y el descubrimiento del amor y la buena voluntad en ese tipo de circunstancias.
Aunque escribió numerosos volúmenes de poesía y ocho novelas, consiguió el mayor éxito como autor de relatos cortos, que ha sido el género literario prevalente en Corea durante la mayor parte del siglo XX. Como Yom Sang-seop, se negó a escribir en japonés. Hwang Sun-Won es autor de varias relatos cortos bien conocidos que siguen los patrones de la literatura coreana de principios del siglo XX, como Estrellas (1940), El viejo Hwang (1942), El viejo alfarero (1944), Grullas  (1952), El chaparrón (1953), entre otros.
En Grullas (Hak), dos amigos de la infancia que están ahora en los bandos opuestos de la división ideológica, encuentran la forma de volver a descubrir su amistad, y Chaparrón (Sonagi) resalta la belleza del amor inocente entre dos niños. Los niños suelen aparecer en sus relatos como símbolos de pureza. La ciénaga (Neup) y Las estrellas tratan sobre el carácter efímero de la infancia.
Empezó a escribir novelas en 1950 y su mayor éxito fue Los árboles en la cuesta (1960), que trata de las vidas de tres soldados durante la guerra de Corea. Sol y luna (1962-65) describe la vida de las clases más bajas de Seúl. El castillo ambulante (1968-72) describe la compleja y problemática síntesis de la cultura occidental y vernácula en una Corea que se moderniza rápidamente. También es una de las pocas ficciones que tratan de los roles de sexo en el chamanismo coreano.

## Obras traducidas al español
Los árboles en la cuesta, México: Ediciones del Ermitaño, 2008.

## Obras en coreano
Recopilaciones de relatos cortos
- El perro de Mokneomi (Mokneomi maeurui gae, 1948),
- Gansos salvajes (Gireogi, 1951)
- Acróbatas (Gogyesa, 1952)
- Grullas (1956)
- Almas perdidas (Ireobeorin saramdeul, 1958)
- Tiempo para nosotros dos (Neowa namanui sigan, 1964)
- Máscaras (Tal, 1980)

Novelas
- Viviendo con las estrellas (Byeolgwa gachi salda, 1950)
- Injertos humanos (Ingan jeommok, 1957)
- El castillo ambulante (Umjigineun seong, 1973)
- Soy y luna (Irweol, 1975)
- Los descendientes de Caín

## Premios
- Premio Literario Asia Freedom (1955)
- Premio de la Academia de Artes
- Premio Cultural Primero de Marzo (Samil)